# Хариберт (граф Лана)
Хариберт (фр. Charibert, ? — ранее 762) — граф Лана (ранее 696 — ранее 762).

## Биография

### Происхождение
Достоверно известно, что матерью Хариберта была Бертрада Прюмская, а дочерью — Бертрада Ланская, жена Пипина Короткого. Существует три версии происхождения отца Хариберта. По одной из них, его происхождение не может быть точно установлено. По второй версии, отец Хариберта принадлежал к роду Гугобертидов. По третьей версии, в настоящий момент отвергнутой, отцом Хариберта являлся брат Пипина Геристальского, граф Лана Мартин. Отвергший эту версию современный французский историк Кристиан Сеттипани считал, что если даже имя Мартина возникло в хронике не по ошибке переписчиков, то Мартин не мог хронологически быть отцом Хариберта.

### Граф Лана
В «Анналах королевства франков» упомянуто, что мать Хариберта Бертрада основала монастырь в Прюме. Это сообщение основано на датируемом 23 июня 720 года акте. Согласно ему, Бертрада для поминания своих умерших сыновей передала в дар монахам земли, на которых был основан Прюмский монастырь. При дарении также присутствовал её ещё живой сын Хариберт Ланский, а также трое других родственников: Бернье, Хродоланда и Тьерри. Однако ряд историков считает этот акт подложным, поскольку он предшествовал образованию монастыря. В том же году Бертрада, также в присутствии сына, передала земли аббатству Эхтернах.
В 762 году, исходя из записей монастыря в Прюме, Хариберта уже не было в живых.

### Семья
Имя жены Хариберта неизвестно. У Хариберта была единственная дочь Бертрада Ланская (ок. 720 — 12 июля 783), около 744 года вышедшая замуж за Пипина Короткого и ставшая матерью Карла Великого.